# The Lemon Song
A The Lemon Song egy dal a brit Led Zeppelin rockegyüttes Led Zeppelin II című albumáról. A Los Angeles-i Mirror Sound Studiosban vették fel, az együttes második észak-amerikai turnéja közben.
A dal szövege tele van szexuális utalásokkal, előadására pedig rendkívül nagy hatást gyakorolt a blues. A stúdióban tulajdonképpen „élőben” vették fel. Robert Plant hangjának visszhangossága a stúdió akusztikai tulajdonságainak köszönhető.
A dal másik érdekessége John Paul Jones összetett basszusjátéka, mely funkos elemeket is tartalmaz. Jones későbbi interjúkban azt állította, hogy végig improvizált. Függetlenül attól, hogy ez igaz-e vagy sem, sokan ezt tartják Jones legjobb basszusgitárosi teljesítményének. Mások épp ellenkezőleg, e szám basszusszólamát Jones leggyengébb teljesítményei közé sorolják, és azt mondják, hogy helyenként tolakodó, túljátssza magát és az ütem elé siet.
A dal nagyon hasonlít Howlin’ Wolf Killing Floorjára, amit az együttes gyakran játszott első amerikai turnéján. Először 1969. január 2-án a West Hollywood-i Whisky a Go Go bárban adták elő. A második és harmadik amerikai turnén ebből alakult ki a The Lemon Song, melynek szövegét Plant gyakran a színpadon találta ki, és általában a How Many More Times egyvelegében betétként játszották. Howlin’ Wolf nyilvánvaló hatása ellenére az albumon eredetileg csak az együttes tagjait jelölték szerzőként. A Led Zeppelint később szerzői jog megsértése miatt perelték be, így a későbbi kiadásokon Howlin’ Wolf neve is szerepelt a szerzők között.
A szöveg más részei, például a „squeeze (my lemon) 'til the juice runs down my leg” sor Robert Johnson Traveling Riverside Blues című dalából származik. Valószínűleg Johnson a szintén 1937-ben felvett She Squeezed My Lemon című dalból vette át a fordulatot.
Általában nem tűnik fel a dalt hallgatóknak, hogy a „Lemon Song” riffje gyakorlatilag azonos az album második oldalának nyitószámával, a Heartbreakerrel ( részlet a Heartbreakerből és  részlet a Lemon Songból), csak más tempójú ütemben van.
Jimmy Page 1999-es turnéján a The Black Crowesszal játszotta a dalt. Egy koncertfelvétel az együttes Live at the Greek című albumára is felkerült.

## Bibliográfia
- Shadwick, Keith. Led Zeppelin – Egy zenekar története (1968–1980) (magyar nyelven). Budapest: Cartaphilus [2005] (2009). ISBN 978-963-2661-15-5
- Chris Welch: Led Zeppelin: Dazed and Confused: The Stories Behind Every Song, ISBN 1-56025-818-7
- Dave Lewis: The Complete Guide to the Music of Led Zeppelin, ISBN 0-7119-3528-9